# Ananicha
Ananicha (ros. Ананиха) – wieś w Rosji, w rejonie ust-kubińskim obwodu wołogodzkiego. W 2021 r. liczyła 1 mieszkańca.